# Philip Sayer
Philip Sayer (26 de octubre de 1946 - 19 de septiembre de 1989) fue un actor británico.

## Biografía
Philip Sayer nació en 1946 en Swansea, Glamorgan, hijo de Thomas Henry y Myra Sayer. Se convirtió en actor y murió de cáncer en 1989, a los 42 años de edad. Luego de su muerte, Brian May, quien asistió a su funeral compuso la canción Just One Life como un tributo a Sayer.

### Carrera
Sayer destaca por sus papeles en películas y televisión y comenzó su carrera en 1972 cuando hizo su debut como actor en la cinta Adult Fun. También en la década de 1970, los papeles de Sayer incluyeron: como un sirviente en Miss Julie (1972); como Lola Martin en Crown Court (1976); como invitado del Emperador en Sebastiane (1976); como Razorblade en Rock Follies of ‘77 (1977); como Paul en Van der Valk (1977), como un pasajero en Play for Today (1978); como Oscar Wilde en BBC2 Play of the Week (1978); y como Nick en ITV Playhouse (1979).
Durante la última década de su vida, la década de 1980, Sayer tenía más papeles en cine y televisión. Sus créditos incluyen: como Jonah en Afurika monogatari (1980); como Jody Brent en Shoestring (1980); como Neville Morris en BBC2 Playhouse (1981); como Tony en ITV Playhouse (1981); como Sam Phillips en Xtro (1983); Headbanger en Dead on Time (1983); como niño en London House en The Hunger (1983); como Barbet Mervyn en Shades of Darkness (1983); como Costello en Slayground (1983); como Agravaine en Arthur the King (1985); como Saulo y Pablo de Tarso en A.D. Anno Domini (1985); como Marcel Leibovici en Bluebell (1986); como Justin Kronk en Shanghai Surprise (1986); como el Dr. Ramsay en Floodtide (1987); como Basil Underwood en Star Trap (1988); y como Marcus en Edens Lost (1988).
Hizo su última aparición cuando volvió como miembro del reparto de Floodtide en 1989 antes de su muerte, una vez más interpretando al Dr. Ramsey.
El año 2004 se mostraron secuencias de archivo de Sayer en un tributo llamado Just one live, la que lo mostraba en entrevistas y en sus papeles durante las décadas de 1970 y 1980. El título del tributo viene de la canción del mismo nombre compuesta e interpretada por Brian May en el funeral de Sayer.

## Filmografía
| - Adult Fun - 1972 - Miss Julie - 1972 - Crown Court - 1976 - Sebastiane - 1976 - Rock Follies of ‘77 - 1977 - Van der Valk - 1977 - Play for Today - 1978 - ITV Playhouse - 1979 - BBC2 Play of the Week - 1978 - Afurika monogatari - 1980 - Shoestring - 1980 - BBC2 Playhouse - 1981 - ITV Playhouse - 1981 - Xtro - 1983 | - Dead on Time - 1983 - The Hunger - 1983 - Shades of Darkness - 1983 - Slayground - 1983 - Arthur the King - 1985 - A.D. - 1985 - Bluebell - 1986 - Shanghai Surprise - 1986 - Floodtide - 1987 - Star Trap - 1988 - Edens Lost - 1988 - Floodtide - 1989 - Just One Life - 2004 (secuencias de archivo; sin créditos) |